# 岩間正男
岩間 正男（いわま まさお、1905年（明治38年）11月1日 - 1989年（平成元年）11月1日）は、日本の政治家、歌人である。

## 経歴
宮城県柴田郡村田町に生まれる。宮城師範学校（現宮城教育大学）卒業後、宮城県内をはじめ、東京などで教師生活をする。戦後、教員組合運動に積極的にかかわり、日本教職員組合（日教組）の結成に尽力。その流れのなかで、1947年（昭和22年）の第1回参議院議員通常選挙に立候補、全国区で当選する。最初は無所属であったが、1949年日本共産党に入党、その後同党に所属する。一度落選のあと、1956年（昭和31年）に返り咲き、その後1977年（昭和52年）まで通算5期（うち1期は3年議員）にわたって参議院議員をつとめ、日本共産党所属の議員としてはじめて25年勤続の表彰を受けた。
1989年11月1日、死去した（生没同日）。84歳没。

## 歌人として
歌人としては、北原白秋に師事し、雑誌『多磨』の編集に携わったこともあった。歌集『風雪のなか』（新日本出版社）で、1979年に第11回多喜二・百合子賞を受賞した。他に歌集『炎軍(ほむら)』『母子像』などがある。

## 「きれいな核」
1964年10月30日の参議院予算委員会で、中国の核実験成功(1964年10月16日)について「世界の四分の一の人口を持つ社会主義中国が核保有国になったことは、世界平和のために大きな力となっている。元来、社会主義国の核保有は帝国主義国のそれとは根本的にその性格を異にし、常に戦争に対する平和の力として大きく作用しているのであります。その結果、帝国主義者の核独占の野望は大きく打ち破られた。（中略）このような情勢を踏まえて中国は核兵器禁止のための世界首脳会議を提唱してきたのです。これこそ世界人民の心からなる念願にかなうものであることはもちろん、最も現実的で、その気になれば実現可能な提案です。」と発言している。